# 西藏劳动人民文化宫
西藏劳动人民文化宫是中国西藏自治区拉萨市原有的一座著名建筑，隶属于西藏自治区总工会，位于布达拉宫广场南侧，现已拆除。

## 历史
1965年5月由西藏自治区总工会投资兴建，1965年8月30日竣工。朱德亲笔题写的“劳动人民文化宫”七个大字挂在正门上方。
1965年9月1日至9月9日，第一届西藏自治区人民代表大会第一次会议在此召开。1965年9月9日，新当选的第一届西藏自治区人民委员会主席阿沛·阿旺晋美在会上宣告西藏自治区正式成立。
1995年，在原劳动人民文化宫广场的基础上修建了布达拉宫广场，1995年8月，布达拉宫广场交由劳动人民文化宫管理。
2004年，该建筑被拆除。

## 建筑
原劳动人民文化宫大礼堂面积达1400多平方米，共1800多个座位。大礼堂内有镶在天花板上的葵花顶灯，主席台两侧的标语分别为：“全国各族人民的伟大领袖毛主席万岁！”另一条是：“光荣的、伟大的、正确的中国共产党万岁！” 